# Park Narodowy Kutai
Park Narodowy Kutai – park narodowy Indonezji położony we wschodniej części wyspy Borneo na północ od równika. Utworzony w 1982 roku na powierzchni blisko 200 000 ha. Z roślin występujących na terenie parku wymienić można przedstawicieli rodzaju Eugenia, Octomeles, Pterospernum, Dipterocarpus, Rhizophora, Bruguiera, Avicennia, Sonneratia i Barringtonia, a także gatunki Eusideroxylon zwageri i Nypa fruticans. Na terenie PN Kutai rośnie 958 gatunków roślin.
Teren parku w całości włączony jest w teren Important Bird Area pod nazwą Kutai; obszar PN wynosi 198 629 ha, zaś IBA 306 000 ha. Gatunkami ptaków, które zadecydowały o przyznaniu tego statusu, są cztery narażone gatunki: czapla żółtodzioba (Egretta eulophotes), treron wielki (Treron capellei), kurtaczek czerwnogrzbiety (Hydrornis baudii) oraz bilbil żółtogłowy (Pycnonotus zeylanicus).